# Александровка (Рассказовский район)
Александровка — опустевшая деревня в Рассказовском районе Тамбовской области Российской Федерации. Входит в состав Озёрского сельсовета.

## География
Посёлок находится в центральной части региона, в лесостепной зоне, в пределах Тамбовской равнины,  у реки Лесной Тамбов.
Улица одна — Речная.

### Климат
Климат характеризуется как умеренно континентальный, с относительно жарким летом и холодной продолжительной зимой. Среднегодовая температура воздуха — 5,4 °С. Средняя температура воздуха самого тёплого месяца (июля) — 19,9 °C (абсолютный максимум — 38,4 °С); самого холодного (января) — −10 °C (абсолютный минимум — −36,9 °С). Безморозный период длится 145—155 дней. Длительность вегетационного периода составляет 180—185 дней Среднегодовое количество атмосферных осадков составляет 525 мм, из которых 342 мм выпадает в период с апреля по октябрь. Снежный покров образуется в последней декаде ноября — начале декабря и держится в течение 125—130 дней.

## История
В 1862 года деревня являлась владельческой, при 60 дворах жили 406 человек. Обозначена на карте Менде Тамбовской губернии того же года. Находилась при овраге.
Входила в Богословскую волость Кирсановского уезда.
В период с 1870 по 1886 г. в селе произошли 6 пожаров, из всех 76 домохозяйств пострадали 63, всего сгоревших строений - 189. Сумма выданная на восстановление - 3350 руб.
Впервые упоминается в епархиальных сведениях 1911 года по приходу села Богословка. 

## Население
| 2010 |
| ---- |
| 0    |

Историческая численность населения
В 1911 году насчитывалось крестьян мужского пола — 244, женского пола — 255 человек.
По данным Всесоюзной переписи 1926 года Александровка насчитывала 137 домохозяйств с 691 жителями, мужского пола — 326, женского — 365..
В 2002 году проживало 30 жителей.

## Инфраструктура
Было личное подсобное хозяйство.

## Транспорт
Доступен автомобильным транспортом. Остановка общественного транспорта «Поворот на Александровку».